# Giacomellia floresi
Giacomellia floresi är en fjärilsart som beskrevs av Eugenio Giacomelli 1915. Giacomellia floresi ingår i släktet Giacomellia och familjen påfågelsspinnare. Inga underarter finns listade i Catalogue of Life.